# Scandinavian Airlines System

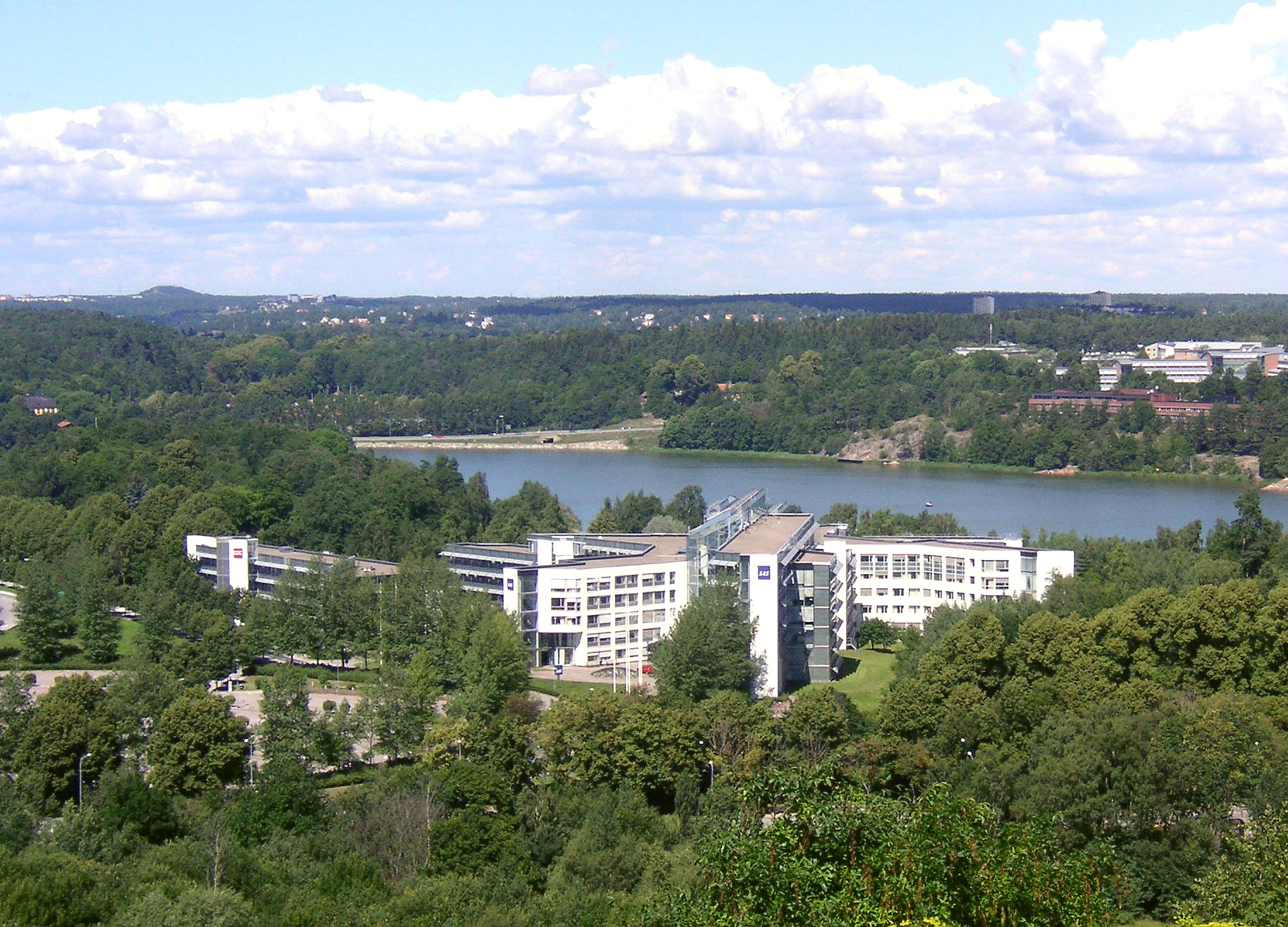
Головний офіс Scandinavian Airlines

Скандинавські авіалінії (SAS) (англ. Scandinavian Airlines System — Скандинавська система авіаліній) — мультинаціональна авіакомпанія (Данія, Норвегія та Швеція), провідний перевізник скандинавських країн, базується в Стокгольмі (Швеція), належить SAS AB. Член-засновник Star Alliance. Засновники Air Greenland, Linjeflyg, Spanair, Thai Airways International, а також колишній чартерний оператор Scanair. У SAS три основні хаби — Копенгаген, Стокгольм-Арланда та Осло-Гардермуен. 2006 року Скандинавські авіалінії перевезли 25 млн пасажирів, SAS Group загалом — 38,6 млн пасажирів.

## Історія
Авіакомпанія була заснована 1 серпня 1946 року, коли Det Danske Luftfartselskab A/S, Svensk Interkontinental Lufttrafik AB і Det Norske Luftfartselskap AS (флагманські перевізники Данії, Швеції та Норвегії) створили партнерську компанію для організації міжнародного авіасполучення в Скандинавії. Робота нової компанії почалася 17 вересня 1946 року. Компанії координували європейські рейси з 1948 року, а 1951 року вони остаточно об'єдналися в SAS Consortium. Капітал компанії був розподілений між SAS Danmark (28,6%), SAS Norge (28,6%) і SAS Sverige (42,8%), які, зі свого боку, на 50% належали приватним інвесторам, а на 50% — урядам своїх країн.

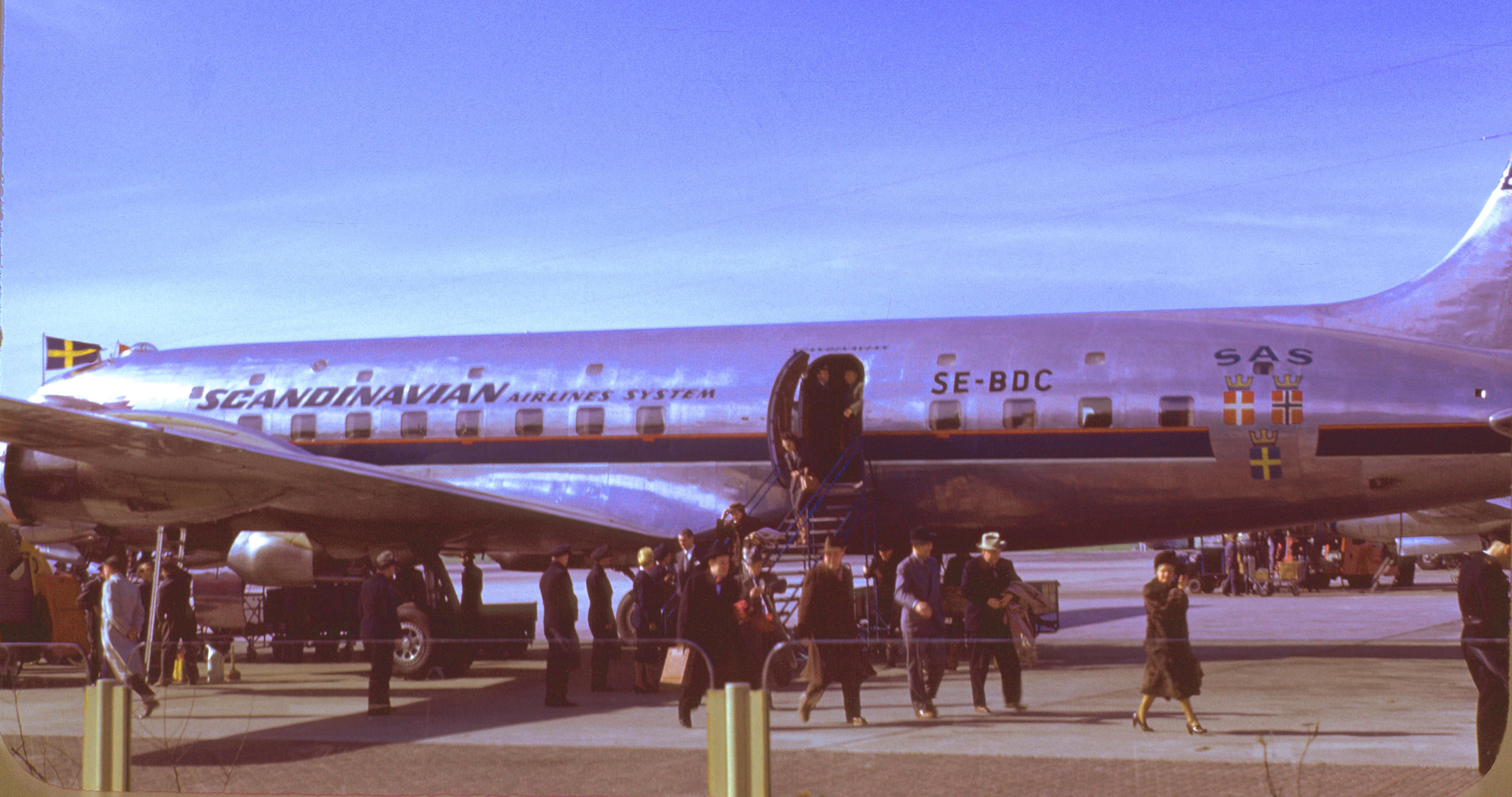
Висадка пасажирів з DC-6 SAS

1954 року SAS стала першою авіакомпанією у світі, яка стала здійснювати трансполярні рейси. Це були рейси з Копенгагена в Лос-Анджелес з посадкою в Сондре Стормфьєрд в Гренландії, вони набули популярності зокрема серед голлівудських знаменитостей та бізнесменів для поїздок до Європи. Популярності цим рейсам сприяли вільний транзит до європейських країн та низька вартість квитків.
1957 року SAS стала першою авіакомпанією, що відкрила «навколосвітній рейс через Північний полюс», що проходить через Північний полюс, Копенгаген-Анкоридж-Токіо. SAS увійшла в реактивну добу 1959 року, першим її реактивним літаком стала Caravelle. 1971 року SAS почав рейси на Boeing 747.
SAS зайняла більшу частину місцевого ринку авіаперевезень у всіх трьох країнах, крім того, їй стали належати частки в регіональних авіакомпаніях, зокрема у Braathens та Widerøe в Норвегії, Linjeflyg та Skyways Express у Швеції та Cimber Air в Данії. 1989 року SAS мала 18,4% Texas Air Corporation, материнської компанії Continental Airlines, з якою перебувала в альянсі. Згодом ці акції було спродано. В 1990-і SAS придбала 20% акцій British Midland у Lufthansa, яка володіла 49,9% цього перевізника. SAS придбала 95% Spanair, другого за розміром перевізника Іспанії, а також Air Greenland.
У травні 1997 року SAS разом з Air Canada, Lufthansa, Thai Airways International та United Airlines стала членом-засновником Star Alliance. За чотири роки до цього SAS мала невдалу спробу злиття з KLM, Austrian і Swissair, проєкт мав назву Alcazar.
Структура власників SAS змінилася в червні 2001 року, коли власність компанії була розділена між урядами Швеції (21.4%), Норвегії (14.3%) та Данії (14.3%), а 50%, що залишилися, були продані на відкритих торгах приватним інвесторам.
2004 року Scandinavian Airlines System (SAS) була розділена на 4 компанії: SAS Scandinavian Airlines Sverige AB, SAS Scandinavian Airlines Danmark AS, SAS Braathens AS і SAS Scandinavian International AS. SAS Braathens змінила назву на SAS Scandinavian Airlines Norge AS 2007 року.
У 2017 році SAS оголосила про створення нової авіакомпанії Scandinavian Airlines Ireland, яка буде працювати з аеропортів Хітроу та Малаги, щоб літати на європейських маршрутах від імені своєї материнської компанії, використовуючи дев’ять Airbus A320neo.
27 червня 2018 року уряд Норвегії оголосив, що він продав усі свої акції SAS.
У липні 2021 року Європейська комісія схвалила допомогу Швеції та Данії на суму приблизно 356 мільйонів доларів США для підтримки SAS.
Після незначного прогресу в плані реструктуризації SAS, SAS Forward, 7 червня 2022 року уряд Швеції оголосив, що Швеція, яка володіє 21,8% компанії, не вливатиме новий капітал у SAS і що вона «не прагне бути довгостроковим акціонер компанії».
У грудні 2023 року компанія відмовилася від викристання продукції Nesquik через те, що виробник (Nestle) потрапив до списку спонсорів війни в Україні за небажання підтримувати санкції проти Росії.

## Підрозділи

### Scandinavian Airlines International SAS
Підрозділ SAS International Group, що обслуговує далекомагістральні міжнародні рейси до Північної Америки та Азії з головним хабом в Копенгагені, а також хабом в Стокгольмі. Scandinavian Airlines International також займаються всіма операціями за межами Скандинавії. В Scandinavian Airlines International працює близько 900 співробітників.

### Scandinavian Airlines Danmark
Підрозділ обслуговує рейси з Копенгагена в європейські країни, рейс з Копенгагена в Осло, а також місцеві рейси в Данії. Scandinavian Airlines DK займається продажем послуг в Данії. У компанії працює близько 2800 співробітників.

### Scandinavian Airlines Sverige
Підрозділ обслуговує рейси зі Стокгольма до європейських країн, а також місцеві рейси в Швеції. Scandinavian Airlines Sweden займається продажем послуг в Швеції. У компанії працює близько 2500 співробітників.

### Scandinavian Airlines Norge
Scandinavian Airlines Norge — результат злиття SAS Norway і Braathens. Авіакомпанія спочатку називалася SAS Braathens, але 2007 року змінила назву на Scandinavian Airlines Norge, SAS Norge обслуговує місцеві рейси в Норвегії, а також рейси з Норвегії в європейські країни. SAS Norge займається продажем послуг в Норвегії. У компанії працює близько 3500 співробітників.

## Флот

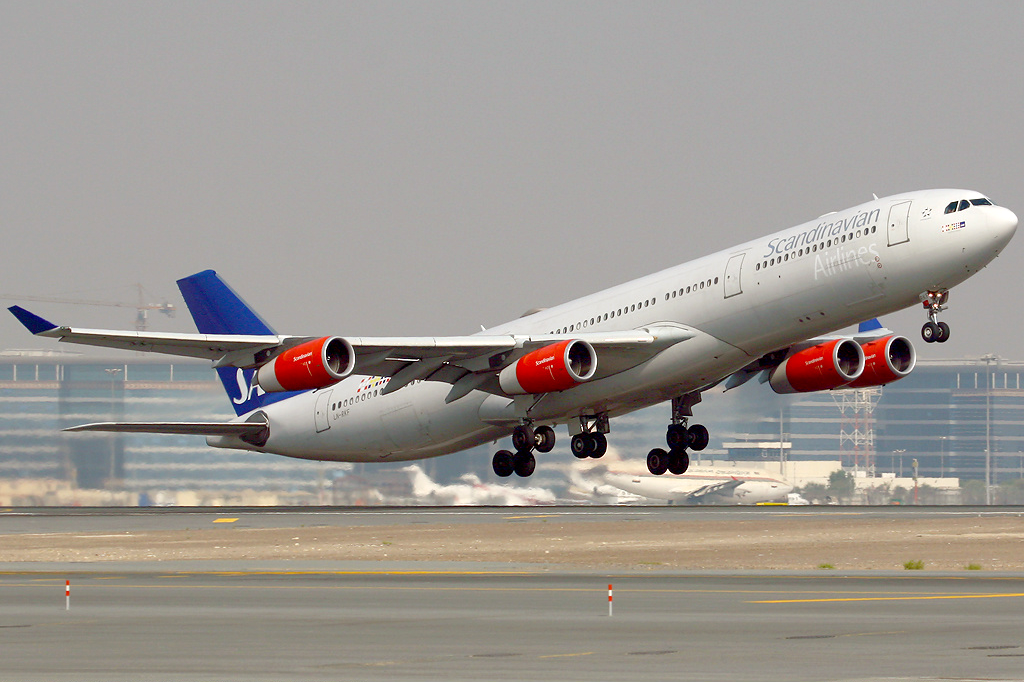
Літак авіакомпанії Scandinavian Airlines A340-300 в аеропорту Дубай, 2007.

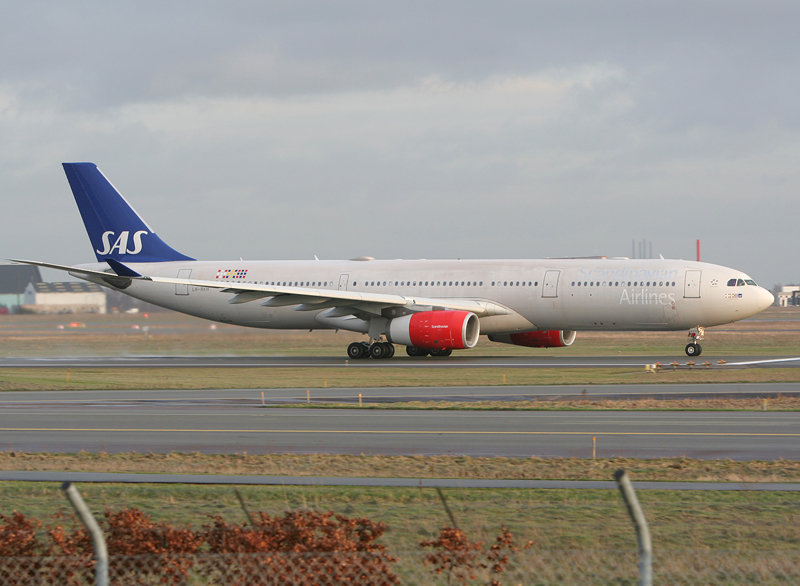
Літак Airbus A330-300 вирульовує на стартову позицію

Флот авіакомпанії SAS складається з таких літаків (стан: квітень 2018):

## Інциденти та авіакатастрофи
- 4 липня 1948 DC-6B (SE-BDA) зіткнувся з британським військовим літаком Avro York у Нортвуді, на північ від Лондона, Англія. Усі 32 особи на борту загинули.
- 19 січня 1960 Caravelle III (OY-KRB) розбилася біля Анкари, Туреччина. Всі 42 особи на борту загинули.
- 13 січня 1969 DC-8-62 (LN-MOO) сів на воду під час посадки в Лос-Анджелесі. 15 з 45 осіб на борту загинули.
- 19 квітня 1970 у DC-8-62 (SE-DBE) при зльоті в Римі загорівся двигун. Літак згорів, проте було проведено евакуацію й обійшлося без жертв.
- 30 січня 1973 DC-9-21 (LN-RLM) впав на лід при спробі скасування зльоту в Осло. Літак затонув через 20 хвилин, проте було проведено евакуацію й обійшлося без жертв.
- 28 лютого 1984 внаслідок помилки екіпажу при спробі сісти в аеропорту ім. Кеннеді DC-10-10 (LN-RKB) приземлився за 4700 футів після початку смуги, вийшов за її кінець та зупинився в каналі для прийому припливної води. Ніхто не загинув.

- 23 лютого 1987 DC-9-41 сильно вдарився об ЗПС внаслідок помилок пілота при посадці в Трондгеймі, зазнав серйозних пошкоджень, але зайшов на друге коло й зумів приземлитися. Ніхто не загинув.
- 27 грудня 1991 у MD-81 (OY-KHO) незабаром після зльоту в Стокгольмі відмовили двигуни внаслідок попадання в них непоміченого прозорого льоду з крил і помилкового спрацьовування нової системи автоматичного збільшення тяги при зльоті. Пілотам вдалося провести аварійну посадку на галявині в лісі неподалік від села Готтрера. Ніхто не загинув.
- 8 жовтня 2001 в Мілані, Італія під час зльоту MD-87, SAS рейс SK686 (SE-DMA) зіткнувся з невеликим літаком Cessna. Всі 104 пасажири і 6 членів екіпажу загинули, також загинули 4 особи в Cessna і ще 4 на землі. Розслідування показало, що в авіакатастрофі були винні авіадиспетчери.
- Восени 2007 року мали місце три інциденти з шасі Dash 8-400, що призвело до відмови SAS від експлуатації всіх цих літаків.
- 23 серпня 2010 року при попаданні Boeing 737–600 в зону сильної турбулентності стюардеса отримала сильні травми. Більше ніхто не постраждав.

### Сайти компанії
- SAS website [Архівовано 26 січня 2017 у Wayback Machine.]
- SAS.mobi mobile website[недоступне посилання з лютого 2019]
- SAS Denmark website [Архівовано 26 грудня 2013 у Wayback Machine.]
- SAS Norway website [Архівовано 4 травня 2012 у Wayback Machine.]
- SAS Sweden website [Архівовано 11 січня 2012 у Wayback Machine.]
- SAS Group corporate website [Архівовано 7 вересня 2020 у Wayback Machine.]
- SAS Flight Operations [Архівовано 3 лютого 2006 у Wayback Machine.]

### База даних авіакатастроф
- (SAS) AirDisaster.Com Accident Database [Архівовано 19 травня 2014 у Wayback Machine.]